# Jean Louis Moulot
Jean-Louis Moulot naît le 18 novembre 1972. Urbaniste et homme politique, après avoir été directeur de cabinet adjoint et conseil spécial du Président de la République de Côte d'Ivoire de 2010 à 2019 il est Maire de la Commune historique et touristique de Grand-Bassam et Directeur Général de la Sodexam.

## Biographie

### Formation
Jean-Louis Moulot est né le 18 novembre 1972 en Côte d'Ivoire.
Moulot effectue des études en urbanisme et obtient en mai 1996 un bachelor en sciences politiques à l'Université du Québec à Montréal. Il poursuit ses études et obtient en 1998 son master en aménagement du territoire et développement local à l'Université Laval au Québec,,
.

### Parcours professionnel
Il commence sa carrière au bureau national d'études techniques et de développement (BNETD). Il y a d'abord exercé en tant que chargé d'études en urbanisme de 1998 à 2000. Il fait son entrée au cabinet du Premier Ministre Pascal Affi N'Guessan de 2000 à 2001 où il a également été chargé d'études. Il réintègre le BNETD et occupe le poste de chargé de mission technique du directeur général de avril 2001 à février 2006 avant d'être mis à la disposition du ministère de la construction, de l'urbanisme et de l'habitat jusqu'en 2010. Au sein de ce ministère, il occupe successivement les postes de conseiller technique chargé de construction et de l'assainissement de 2006 à 2007, de conseiller technique principal jusqu'en 2009 avant d'être nommé directeur du cabinet adjoint du ministre Marcel Amon-Tanoh. Il retourne par la suite au BNETD en tant que conseiller technique du directeur général chargé du développement des pôles urbains. Il occupe ce poste d'avril à novembre 2010,,.
En décembre 2010, Jean-Louis Moulot est appelé au cabinet du Président de la République de Côte d'Ivoire, Alassane Ouattara, où il exerce successivement en tant que conseiller du ministre, conseiller chargé des relations avec l'Union Européenne et de la coordination du pôle des conseillers cabinet, adjoint du directeur de cabinet avant d'être nommé directeur de cabinet adjoint du Président de la République de Côte d'Ivoire, poste qu'il occupe jusqu'en 2019. A ce dernier poste, à partir de 2014, il sera notamment le conseiller chargé des relations avec l'Union Européenne.

### Parcours politique
Jean-Louis Moulot est membre du RHDP, Rassemblement des Houphouëtistes pour la démocratie et paix (RHDP), parti au pouvoir en Côte d'Ivoire.
En 2012, il a été élu Député suppléant et a occupé ce mandat jusqu'en 2017. De 2013 à 2018, il a été le 3e vice-Président du conseil régional du Sud-Comoé présidé par le ministre Eugène Aouélé Aka.

### Maire de Grand-Bassam
En 2018, il se présente aux élections municipales à Grand-Bassam en tant que candidat du RHDP, face à Georges Philippe Ezaley, candidat du Parti démocratique de Côte d'Ivoire-Rassemblement démocratique africain (PDCI) et maire sortant. Plusieurs affrontements éclatent à la suite de ces législatives entre les partisans des deux adversaires,. Le résultat est contesté et annulé une première fois par le Conseil constitutionnel. À l'issue d'une reprise du scrutin dans la localité, Jean-Louis Moulot est déclaré vainqueur à Grand-Bassam. Georges Ezaley tente un 2e recours en annulation du scrutin, en vain. La cour suprême tranche et confirme la victoire de Jean-Louis Moulot à Grand-Bassam. Au terme de l'élection, il est nommé directeur général de Sodexam, société d'exploitation de développement aéroportuaire, aéronautique et météorologique, en remplacement de Georges Philippe Ezaley,.
Il est officiellement investi maire de Grand-Bassam le 16 février 2019.
Parmi les travaux engagés sur la commune de Grand-Bassam, il a lancé une campagne d'adressage des rues de la ville et d'amélioration des infrastructures routières. Au niveau environnemental, la ville de Grand-Bassam étant une commune côtière, elle commence à subir des dégâts à la suite de la montée des eaux, aussi des travaux sur l'embouchure sont aussi en cours. Au niveau social et culturel, il a fait construire des Maisons des femmes, des Maisons des jeunes et lancé les rencontres cinématographiques du Phare (Reciph),,. Il a également invité les jeunes de sa commune dans des réunions thématiques à identifier et proposer des améliorations environnementales,
.

### Charges honorifiques
Moulot est Ambassadeur 2e échelon, ambassadeur du Musée national du costume de Grand-Bassam et ambassadeur Unesco de la ville historique de Grand-Bassam. Il est également l'initiateur des Journées du prix d'excellence qui récompense chaque année les élèves les plus méritants aux examens scolaires à Grand-Bassam.

### Vie privée
Il est marié et père de cinq enfants.

## Distinctions
- Officier de l'Ordre National de Côte d'Ivoire[1]
- Commandeur de l'ordre national du mérite de la solidarité[18]

## Publications
- Jean-Louis Moulot, « La réponse stratégique et capacitaire aux défis de l’insécurité maritime en Afrique de l’Ouest », Revue Défense Nationale, no 792,‎ 2016, p. 81-86 (lire en ligne)